# Capítulo 02 (La pecera de Eva)
Capítulo 02 es el segundo capítulo de la serie de televisión La pecera de Eva, emitida en Telecinco. Fue emitido el 10 de enero de 2010, tras el Capítulo 01.

## Argumento del capítulo
Eva Padrón es una psicóloga que comienza a trabajar de terapeuta en un instituto. Poco después de llegar, comienzan las terapias.

### Terapias realizadas durante el capítulo
- Leo (Nasser Saleh): Leo es un chico que se rebela contra la autoridad de los adultos que le rodean. Eva intenta descubrir cual es su problema, que lo encuentra rápidamente. Su carácter chulesco le dan pistas a Eva. Leo se duerme en su aula. El profesor lo intenta despertar y cuando este despierta, Leo vomita encima de él. Obviamente, el joven esta de resaca. Tras eso, va a la consulta de Eva, y esta opta por ignorar del intentando rebajar su chuleria. Él se siente, en cierto modo, inferior, al darse cuenta de que Eva no presta atención a sus palabras. Al tiempo, Eva le solicita a Leo que le dibuje algo, para que parezca que están de terapia. Mientras, aparece un flashback que demuestra la mala relación que tiene con su padre.

- Nacho (Joel Bosqued): Nacho es un joven con problemas de comunicación. Su miedo a las burlas por su tartamudez selectiva le lleva a no decirles a sus compañeros su nombre y a parecer delante de los profesores un chico indisciplinado. Mediante un juego, Eva consigue que este hable.

- Olivia (Ana del Rey): Olivia es una joven promiscua a la cual, han encontrado haciendo una felación a su pareja, al que llaman "El Gorras". Eva se sorprende al ver volver a Olivia, pensando que esta no volvería. Aprovechando que Olivia esta en su consulta decide preguntarle a la alumna algún asunto sexual desconocido para adultos y muy conocido por los jóvenes.